# Eisenbahnunfall im Welwyn-Tunnel
Bei dem Eisenbahnunfall im Welwyn-Tunnel kollidierten am 9. Juni 1866 drei Güterzüge im Welwyn-Nord-Tunnel. Zwei Menschen starben. Nach den Sach- und Materialschäden soll es einer der umfangreichsten Eisenbahnunfälle in Großbritannien gewesen sein.

## Ausgangslage

### Infrastruktur und Zugsicherung
Die Welwyn-Tunnel liegen etwa 40 km nördlich von London im Bereich von Welwyn, zwischen den Bahnhöfen Welwyn North (damals: Welwyn) und Knebworth, im Zuge der East Coast Main Line. Der nördliche Tunnel ist etwa 1000 Meter lang und war mit vertikalen Belüftungsschächten ausgestattet. Die Strecke war schon damals viergleisig ausgebaut, im Bereich der Tunnel aber nur zweigleisig. Der Verkehr durch beide Tunnel wurde mit einem gemeinsamen nichtselbsttätigen Streckenblock gesichert. Ein nachfolgender Zug durfte immer nur dann in die Strecke mit den beiden Tunneln gelassen werden, wenn der Streckenwärter hinter den beiden Tunneln bestätigt hatte, dass der erste Zug den Tunnel verlassen hatte.
An jedem Ende der Strecke mit den beiden Tunneln, im Süden in Welwyn, im Norden in Knebworth, die etwa 5 km voneinander entfernt waren, war jeweils ein Streckenwärter stationiert. Untereinander verständigten sie sich mit einem einfachen Zeigertelegrafen. Diese Anlage übermittelte Informationen durch die Anzahl der Ausschläge eines Zeigers, das heißt für jeweils eine bestimmte Anzahl von Ausschlägen war festgelegt, was das jeweils bedeutete. Zwischen den Bedeutungen „Nein / Zug noch im Tunnel“ und „Ja / Zug hat den Tunnel verlassen“ machte nur ein Zeigerausschlag den Unterschied.

### Verkehr
Drei Züge waren in den Unfall verwickelt:
- Der erste Zug bestand aus 38 leeren Kohlewagen und einem Güterzugbegleitwagen am Zugschluss, die von einer Tenderlokomotive gezogen wurden. Er verkehrte in nördlicher Richtung und wurde gegen 23:20 Uhr von Welwyn aus in den Tunnel hineingelassen. Nachdem der Zug etwa 150 Meter in den Tunnel hinein gefahren war, platze eine Röhre im Kessel, Wasser lief ins Feuer und die Dampfentwicklung ließ so nach, dass die Lokomotive liegen blieb.[4]
- Diesem ersten Zug folgte ein Zug der Midland Railway aus London mit 26 Güterwagen, dem das Signal südlich des Tunnels zunächst „Halt“ gebot.[5]
- In der Gegenrichtung, also nach Süden, verkehrte ein Schnellgüterzug der Great Northern mit Fleisch für den Smithfield Market in London.[6] Er bestand aus einer Lokomotive mit Schlepptender und 31 Wagen.[7]

## Unfallhergang
| \| \| \| East Coast Main Line von London \| \| \| \| \| Welwyn North \| \| \| \| \| Wärterposten Welwyn \| \| \| \| \| Welwyn South Tunnel \| \| \| \| \| \| \| \| \| \| Welwyn North Tunnel \| \| \| \| \| Unfallstelle \| \| \| \| \| \| \| \| \| \| Wärterposten Knebworth \| \| \| \| \| Knebworth \| \| \| \| \| East Coast Main Line nach York \| \| |  |                                 |                                 |
| Strecke |  | East Coast Main Line von London | East Coast Main Line von London |
| Bahnhof |  | Welwyn North                    | Welwyn North                    |
| Dienststation / Betriebs- oder Güterbahnhof |  | Wärterposten Welwyn             | Wärterposten Welwyn             |
| Tunnel |  | Welwyn South Tunnel             | Welwyn South Tunnel             |
| Strecke |  |                                 |                                 |
| Tunnelanfang |  | Welwyn North Tunnel             | Welwyn North Tunnel             |
| |  | Unfallstelle                    |                                 |
| Tunnelende |  |                                 |                                 |
| Dienststation / Betriebs- oder Güterbahnhof |  | Wärterposten Knebworth          | Wärterposten Knebworth          |
| Bahnhof |  | Knebworth                       | Knebworth                       |
| Strecke |  | East Coast Main Line nach York  | East Coast Main Line nach York  |

Nachdem der erste Zug liegen geblieben war, kam es zu einer Diskussion zwischen dessen Zugführer und dem Lokomotivführer: Der Zugführer schlug vor, den Zug im Gefälle aus dem Tunnel nach Welwyn zurück rollen zu lassen, der Lokomotivführer weigerte sich, weil er das für zu gefährlich hielt und es gegen die Vorschriften verstieß. Der Zugführer hätte nun den Zug nach hinten durch Knallkapseln sichern müssen, was er aber versäumte. Keiner von beiden dachte daran, einen der beiden Streckenwärter zu verständigen.
Der Streckenwärter in Welwyn, der den zweiten Zug erwartete, telegrafierte an seinen Kollegen in Knebworth und fragte, ob der erste Zug den Tunnel verlassen habe. Dieser antwortete – was, ist umstritten – entweder versehentlich „ja“ oder aber „nein“ und der Streckenwärter in Welwyn las versehentlich „ja“. Jedenfalls ging er davon aus, dass der Tunnel frei sei und gab dem herannahenden zweiten Zug, der bereits gebremst hatte, gegen 23:36 Uhr die Fahrt frei. Der Zug fuhr durch. In dem verrauchten Tunnel fuhr er auf den ersten mit 30–40 km/h auf. Der Lokomotivführer hatte den vor ihm stehenden Zug gar nicht gesehen. Zahlreiche Wagen entgleisten und gerieten dabei auch in das Lichtraumprofil des Gleises der Gegenrichtung. Die Lokmannschaft des auffahrenden Zuges wurde unter nach vorne rutschenden Kohlen verschüttet, konnte sich selbst innerhalb von zwei Minuten befreien, überstand den Unfall leicht verletzt und konnte Richtung Welwyn fliehen. Aber der Zugführer des ersten Zuges kam ums Leben und ein mitfahrender Eisenbahner erlag einige Tage später den erlittenen Verletzungen.
Bevor noch einer der Streckenwärter verständigt werden konnte, ließ der in Knebworth den aus dem Norden kommenden Schnellgüterzug in den Tunnel einfahren. Dieser entgleiste ebenfalls, als er in die Trümmer der beiden verunglückten Züge hinein fuhr. Dabei gerieten die Trümmer in Brand. Das Lokpersonal konnten vorher noch aus dem Tunnel entkommen. Die Unfallstelle lag direkt unter einem der Belüftungsschächte. Dadurch entstand ein Kamineffekt, der das Feuer sehr schnell anfachte und Löschen unmöglich machte. Das Feuer brannte zwei Tage, wobei die Flammen aus dem Lüftungsschacht heraus schlugen. Im ganzen Umkreis soll es nach verbranntem Fleisch gerochen haben.

## Folgen
Zwei Menschen starben, zwei weitere wurden verletzt.
Die Untersuchung des Unfalls gab die hauptsächliche Schuld daran dem Zugführer des ersten Zuges, der es versäumt hatte, Knallkapseln auszulegen. Festgestellt wurde aber auch, dass das verwendete Telegrafensystem offensichtlich zu primitiv war, um damit immer eindeutig zu kommunizieren. Auch wurde angeregt, einen selbsttätigen Streckenblock zu installieren.